# 姜淑斋

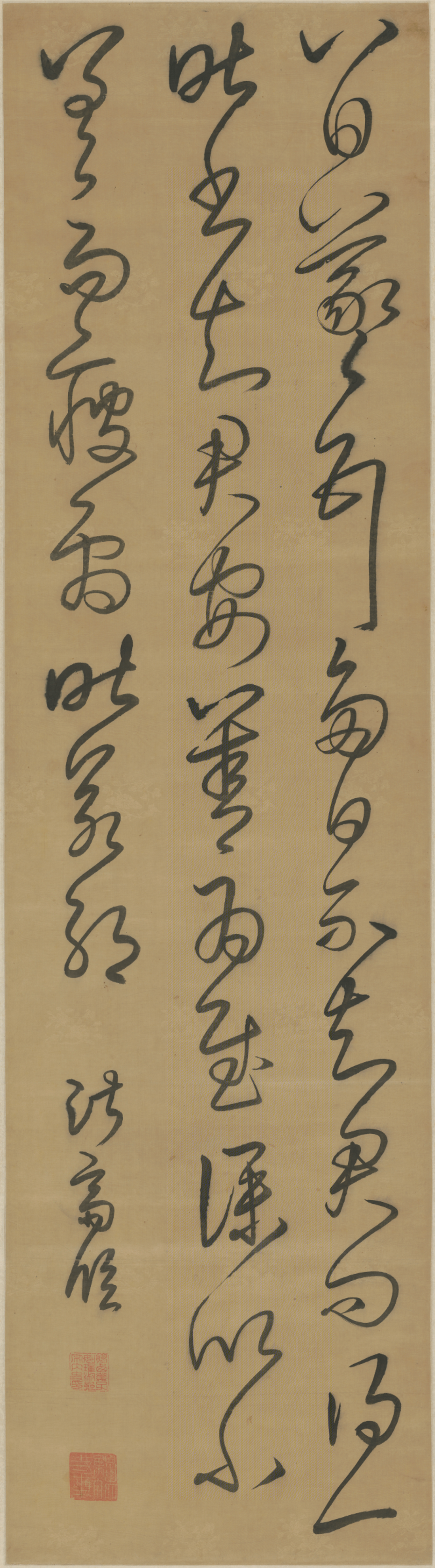
姜淑斋临王羲之《八日帖》（北京故宫博物院藏）

姜淑斋（1652年—），本名姜如璋，字淑斋、号广平内史，以字行，山东胶州人，清代女性诗人、书法家。

## 生平
姜淑斋是明末清初书法家姜长植之女，18岁时嫁广东布政使宋可发之子宋世显。姜淑斋工于书法，尤善行草，师法王羲之、王献之。王士禛《池北偶谈》称其“善临《十七帖》，笔力矫劲，不类女子”。恽珠《国朝闺秀正始集》载：
|  | 淑斋书法摹二王入神，王阮亭尚书极赏其纨素便面；朱竹垞太史题其诗卷，有《太常引》词云：“三真六草写朝云，几股玉钗分，仿佛卫夫人。问何似当年右军，郁金堂上，青绫帐外，小字讶初闻。门掩谢池春定，书遍双鬟练裙。” |

姜淑斋亦擅长作诗，著有《淑斋诗草》。高凤翰赞其诗“国朝闺秀第一”。